# L'occidentalizzazione del mondo
L'occidentalizzazione del mondo è un saggio dello scienziato sociale Serge Latouche del 1989 sul tema della globalizzazione ed occidentalizzazione del mondo.

## Contenuti
L'autore ripercorre la storia dell'imperialismo, del colonialismo e della decolonizzazione che hanno stravolto i sistemi economici e profondamente mutato gli scenari culturali di tutte le aree del mondo, ed hanno portato ad una assimilazione ed uniformazione ai valori occidentali. Cerca quindi di identificare la natura del soggetto di questi processi: l'occidente. Lo definisce come un'entità non più solo geografica, ma ideologica, che è stata caratterizzata dal sentirsi espressione di una razza bianca, fino all'ingresso del Giappone a pieno titolo nella sua sfera. Fondamentale è l'aspetto religioso inoltre, con l'universalità del messaggio cristiano e l'individualismo protestante alla base della politica dei diritti umani e dell'utilitarismo. Da questi valori scaturisce il messaggio etico che si attribuisce l'occidente: la missione di liberazione degli uomini dall'oppressione e dalla miseria. Ma per Latouche:
L'altro carattere saliente dell'Occidente è lo stretto legame con capitalismo e industrializzazione. Ma nemmeno questo, essendo storicamente contingente, ne esaurisce l'essenza. Possiamo quindi cogliere il concetto di Occidente soltanto nel suo movimento, come unità fondamentale di una serie di fenomeni dispiegatisi nella storia. E questa dinamica, che ha visto muovere nel tempo il centro del fenomeno, e non permette di prevedere dove esso sarà domani, ha fatto sì che l'Occidente si sia identificato con il paradigma deterritorializzato a cui ha dato origine. 
Secondo Latouche l'interpretazione del fenomeno imperialista/coloniale data dalle analisi marxiste non è sufficiente: concentrarsi sul lato economico, sulla necessità di spazi per il capitale e sullo sfruttamento porta a non vedere il dinamismo culturale ad essi connesso. Il "terzo mondo" viene sempre descritto in condizione di abbandono. Questa condizione è causata da una deculturazione che si aggrava a causa della terapia: le politiche di "sviluppo":
Questo processo è accompagnato ed interconnesso a tre fenomeni che si verificano in ogni "area in via di sviluppo": l'industrializzazione, l'urbanizzazione e il nazionalitarismo (organizzazione nazionale sempre più importante e burocratizzazione), caratteristici di ogni "modernizzazione". Che non comportano però automaticamente il benessere diffuso che promettono, ma anzi sono spesso portatori di distruzione di ciò che poi si vorrebbe ricostruire diversamente.

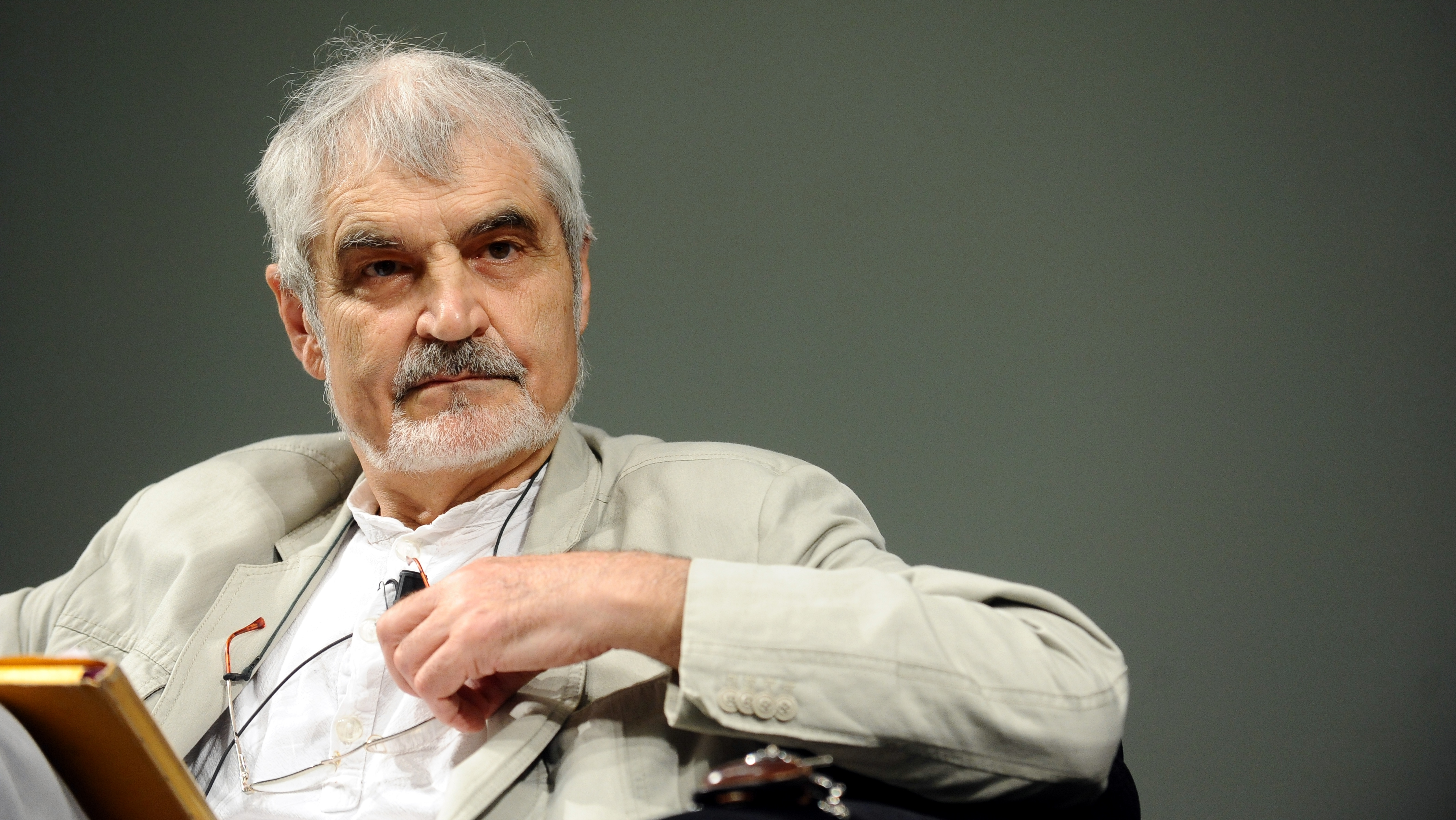
Serge Latouche, autore del saggio L'occidentalizzazione del mondo

La crisi dell'occidentalizzazione e dello sviluppo è principalmente culturale: i delusi e gli ingannati, vittime dal mito dello sviluppo si rivolgono a una ri-culturalizzazione di matrice antioccidentale. Fallimento che si può vedere nel mancato sviluppo del "terzo mondo" e nella scomparsa di uno spazio sociale sul quale si impianti l'occidentalizzazione. Anche i paesi che hanno scelto il modello sovietico di sviluppo, considerato dall'autore una variante di quello capitalistico, non hanno avuto esiti migliori. Che una parte delle persone si considerino "povere" è in un certo senso fisiologico per l'esistenza della macchina capitalistica, perché a livello simbolico la povertà è il segno dell'inferiorità nell'immaginario occidentale, ed è in esso necessario che ci sia sempre qualcuno "sotto".
Anche l'ordine dello stato-nazione moderno è messo in discussione da questi processi globali. Il capitale, dopo esser prima divenuto centrale in questa istituzione, ed aver poi messo in discussione la stessa sovranità economica degli stati, porta alla crisi dello stato-nazione, che vede il proprio potere espropriato della finanza transnazionale. Questa deterritorializzazione della società si accompagna alla transculturazione, tendenzialmente monodirezionale, portata dai "consumi culturali". Tutto ciò non porta ad un nuovo ordine mondiale, ma ad un disordine, una crisi di civiltà. D'altra parte per l'autore:
Il rinnegamento del passato non è quindi necessario come si è fatto credere, e risultano anche economicamente più vitali situazioni socio-culturali che hanno saputo fare un buon bricolage con gli elementi che hanno avuto a disposizione. Una forma di postmodernità che si insinua nelle maglie dell'ordine mondiale in crisi. Ciò ha provocato una reazione da parte dell'occidente, che cerca di imbrigliare l'economia informale, dal punto di vista commerciale e normativo. D'altra parte quest'esperienza ha permesso di riconoscere che "il lavoro informale esiste anche nel cuore delle società avanzate", e mettere in discussione il carattere di ovvietà che l'occidente riconosce al lavoro formale. Questa rappresentazione è centrale nell'immaginario economico, e si basa a livello antropologico sul naturalismo e sull'individualismo, a livello sociale sulla concezione utilitarista e a livello fisico sulla dominazione della natura. Inoltre l'ideale del lavoro è messo in crisi dal progressivo spostamento di esso verso ciò che nell'economia classica veniva definito lavoro non produttivo. La messa in discussione del pilastro su cui si basa il sistema socioculturale nonché economico potrebbe anche portare ad una crisi dell'intero sistema.

## Edizioni
- Serge Latouche, L'occidentalizzazione del mondo, traduzione di Alfredo Salsano, Torino, Bollati Boringhieri, 1992,  p. 159, ISBN 88-339-0655-8.